# Adolf Obreza
Adolf Obreza (7. září 1834 Gorizia – 26. září 1886 Cerknica) byl rakouský politik slovinské národnosti, v 2. polovině 19. století poslanec Říšské rady z Kraňska.

## Biografie
Vystudoval pět tříd gymnázia v rodné Gorizii a pak se roku 1850 přestěhoval do Cerknice, kde po strýci zdědil usedlost a statek. V letech 1860–1870 byl starostou Cerknice. Zasedal na Kraňském zemském sněmu, kde v letech 1874–1877 a 1884–1886 zastupoval kurii venkovských obcí, obvod Postojna, Logatec, Senožeče, Lož, Bistrica, Cerknica. Po volbách roku 1874 se přiklonil k mladoslovincům Radoslava Razlaga. V roce 1884 se v zemských volbách profiloval jako provládní kandidát z okruhu Frana Šukljeho. Na zemském sněmu zasedal v školském výboru a byl členem zemské komise pro úpravu pozemkové daně.
Působil také jako poslanec Říšské rady (celostátního parlamentu Předlitavska), kam nastoupil ve volbách roku 1879 za kurii venkovských obcí v Kraňsku, obvod Postojna, Planina atd. Mandát obhájil ve volbách roku 1885. Poslancem byl až do své smrti roku 1886. Pak ho v parlamentu nahradil Andrej Ferjančič. Ve volebním období 1879–1885 se uvádí jako Adolf Obresa, majitel hospodářství, bytem Cerknica.
V roce 1879 se uvádí jako slovinský národní poslanec. Přistoupil ke konzervativnímu a federalistickému Hohenwartově klubu. V tomto poslaneckém klubu zasedl i po volbách roku 1885. Na Říšské radě prosazoval zavedení nové burzovní daně.
Zemřel po dlouhé nemoci v září 1886.